# Ackerlspitze
De Ackerlspitze is een berg in de deelstaat Tirol, Oostenrijk. De berg heeft een hoogte van 2.329 meter.
De Ackerlspitze is onderdeel van het Kaisergebergte.